# کریستیان لواواسور
کریستیان لواواسور (فرانسوی: Christian Levavasseur‎؛ زادهٔ ۶ مارس ۱۹۵۶) دوچرخه‌سوار اهل فرانسه است.
از باشگاه‌هایی که در آن رکاب زده‌است می‌توان به تیم دوچرخه‌سواری مرسیه اشاره کرد.